# عودة المومياء
عودة المومياء هو فيلم مغامرات أمريكي من إنتاج عام 2001 من كتابة وإخراج ستيفن سومرز وبطولة كل من: بريندن فرايزر، رايتشل وايز، جون هانا، عديد فيهر، باتريشيا فيلاسكويز وأرنولد فوسلو. والفيلم يعد امتدادا لأحداث فيلم المومياء الذي أنتج عام 1999، والتي تدور أحداثه عام 1926 ليستكمل فيلم عودة المومياء الأحداث عام 1933 (أي بعد عام واحد من تاريخ عرض فيلم المومياء الأصلي بدور السينما الأمريكية عام 1932). وتم تصوير الفيلم في المملكة المتحدة، المغرب والأردن.
أوحى فيلم عودة المومياء لصناع السينما فكرة فيلم "الملك العقرب" الذي أنتج عام 2002 وتدور أحداثه قبل 5000 سنة من أحداث فيلم «عودة المومياء» ويقوم بدور البطولة فيه بطل مصارعة المحترفين الشهير «الصخرة» أو "The Rock" (دواين جونسون) والذي ظهر في فيلم عودة المومياء. وتبع فيلم عودة المومياء فيلم أخر من نفس السلسلة ويحمل ذات الطبع من الأحداث عام 2008 وهو فيلم المومياء: قبر إمبراطور التنين.

## الأحداث
تبدأ أحداث الفيلم عام 3067 قبل الميلاد بمحاولة المحارب المعروف باسم الملك العقرب غزو مدينة طيبة مركز الحكم في مصر القديمة. إلا أن الملك العقرب فشل في حملته على المدينة مما ترتب عليه بعثرة الشراذم المتبقية من جنوده في صحراء آم شير. وبفعل الحرارة العالية والجفاف سقط جنود الملك العقرب واحدا تلو الأخر تاركين الملك العقرب وحيدا في الصحراء. وفي محاولة يائسة منه للنجاة بحياته أخذ الملك العقرب عهدا على نفسه تجاه أنوبيس إله العالم السفلي أن يعطي الملك العقرب حياته لأنوبيس في مقابل أن يهبه الأخير القوة على هزيمة أعدائه. وبالفعل وافق أنوبيس على عقد هذه الصفقة وخلّق واحة كاملة لإخفاء هرم الملك العقرب كما ولاه على إمرة جيشه، جيش أنوبيس، والمؤلف من أعداد لا نهائية من الجنود الشيطانية المجسمة (برؤوس وأرجل ابن آوى وجسد أدمي) لينتقم من أعدائه. وأنطلق جيش أنوبيس في أنحاء مصر لا يبقي ولا يذر حتى أتم الملك العقرب مهمته فنزع منه أنوبيس روحه.
و بعد مرور قرابة 5000 سنة، وتحديدا عام 1933، يستكشف ريك أوكونيل وزوجته إيفيلين بصحبة إبنهما أليكس هرما جديدا ويعثرون بداخله على سوار أنوبيس وعند عودتهم إلى لندن وضع أليكس السوار حول معصمه مما وهبه القدرة على تحديد الواحة التي أنشأها أنوبيس في صحراء آم شير. ولسوء الحظ، وافق هذا العام (1933) عام العقرب في التقويم المصري القديم، مما أعطى أليكس سبعة أيام فقط للوصول للواحة بصحراء آم شير وإلا بعث جيش أنوبيس من جديد ليدمر الأرض. وفي خلال هذه الأحداث تلقي جماعة دينية مصرية القبض على أليكس لمساعدتها في الوصول إلى الواحة بآم شير وكانت تلك الجماعة قد قامت بإعادة الكاهن الأكبر إيمحوتب إلى الحياة ليهزم الملك العقرب ويتولى قيادة جيش أنوبيس بنفسه. وقامت الجماعة نفسها بقيادة بالطس حافظ، أمين المتحف البريطاني، ومساعديه المحارب لوخ ناه وميلا نايس بتجسيد صورة أناكسون أمون محبوبة إيمحوتب. وبالتالي انطلقت عائلة أوكونيل لإنقاذ أليكس بمساعدة أردث باي ومحاربي الميدجاي وجوناثان أخو إيفيلين الباحث دائما عن الثراء من أقصر الطرق وأخيرا إيزي مساعد ريك الذي وفر وسيلة المواصلات المناسبة لتلك الرحلة الشاقة.
و أعطى السوار التعليمات لأليكس على مراحل، فكلما أنهى مرحلة أظهر له السوار الموقع التالي الذي ينبغي عليه الذهاب إليه وبدوره خلّف أليكس ورائه القرائن التي كان من شأنها مساعدة والديه في العثور عليه. وفي البداية حاول أليكس الهروب حتى عرف من إيمحوتب أن هذا سوار سيقتله لو لم يدخل هرم الملك العقرب عن بذوغ فجر اليوم السابع من ارتدائه وهو ما كان يتوجب على أردث باي إخباره لريك وإيفيلين إلا أنه نسى. ومع كل مرحلة يتخطاها أوكونيل ورفاقه كان أردث باي على اتصال مع جيشه المتنامي من الميدجاي الذي يستعد لمحاربة جيش أنوبيس متى بعث للحياة عن طريق الرسائل التي يتناقلها مع قادته بمعاونة صقره حورس. وأثناء الرحلة عرف ريك بسر ارتباطه بإيمحوتب والملك العقرب في حياتهم القديمة؛ حيث كانت إيفيلين زوجة ريك الأميرة نيفرتيري ابنة الملك سيتي الأول والموكل إليها بحماية سوار أنوبيس في حين كان ريك أحد الميدجاي الموثوق بهم وكان مكلفا بحماية الأميرة نيفرتيري وبذلك يكمل ثلاثيتهم (ريك وإيفيلين وأليكس) الأوجه الثلاثة للهرم. وفي نفس السياق قام إيمحوتب بإعادة محبوبته أناكسون أمون من العالم السفلي في جسد ميلا متما بذلك بعثها للحياة من جديد.
و مع وصول الجماعتان إلى الواحة بآم شير تعرض أنصار إيمحوتب لهجوم من جانب مجموعة من الأقزام المحنطة بالإضافة إلى كمين من أوكونيل ورفاقه أودى بحياتهم جميعا عدا قائدهم حافظ، كما قتل لوخ ناه على يد أردث باي الذي ترك أوكونيل ليعود غلى جنود الميدجاي المستعدة للقاء جيش أنوبيس في المعركة الفاصلة. ونجح ريك في إنقاذ أليكس في اللحظات الأخيرة وتمكن من نزع سوار أنوبيس عنه إلا أنه عند وصول إيفيلين وجوناثان للهرم تمكنت أناكسون أمون من قتل إيفيلين عند بهو الهرم كما استولى حافظ على السوار وتمكن من إيقاظ جيش أنوبيس الذي اشتبك في معركة طاحنة مع جنود الميدجاي.
كما أنتزع أنوبيس قدرات إيمحوتب مجبرا إياه على مواجهة الملك العقرب كأي إنسان فان كما دخل ريك المعبد من أجل القضاء على إيمحوتب الذي نجح خلال تلك الأثناء في إحياء الملك العقرب والذي ظهر بصورة وحش نصفه أدمي ونصفه الأخر عقرب. وتحالف إيمحوتب مع الملك العقرب الذي بدوره صب جام غضبه على ريك كما قام بقتل حافظ عندما حاول التدخل. وفي نفس الوقت كان جوناثان يحاول جذب انتباه أناكسون أمون حتى يتسنى لأليكس إعادة أمه إلى الحياة مرة أخرى بمساعدة كتاب الموتى والذي أتم مقصده وأعاد أمه للحياة لتشتبك من جديد مع أناكسون أمون فيما كان أردث باي وجنود الميدجاي قد نجحوا في هزيمة طلائع جيوش أنوبيس إلا أنهم تبينوا أن من قضوا عليهم مجرد فتات من جيش أنوبيس الذيكان يزحف في الصحراء ليلاقي ما تبقى من جنود الميدجاي.
و مع تأزم موقف ريك في معركته ضد الملك العقرب وحليفه إيمحوتب، شاهد ريك على جدران المعبد بعض النقوش لشخص يحمل نفسالوشم المطبوع على ساعد ريك يقوم بقتل الملك العقرب عن طريق رمح أوزوريس والذي كان يحمله جوناثان طوال أحداث الفيلم، وبالرغم من أن محاولة جوناثان لقتل الملك العقرب بائت بالفشل واستحواذ إيمحوتب على الرمح وتوجيه الضربة بنفسه للملك العقرب، إلا أن ريك استطاع اعتراض طريق الرمح وقتل الملك العقرب مرسلا إياه وجيش أنوبيس إلا العالم السفلي محولهم جميعا إلى هبائا تنثره الرياح.
و تسابق ريك وإيمحوتب من أجل النجاة من المعبد الذي بدأ في التهاوي. وظهر صدع موصل للعالم السفلي وسقط فيه كلا من ريك وإيمحوتب إلا أنهما استطاعا بالكاد التعلق بالحافة، ومع محاولاتهما للتشبث، عادت إيفيلين لإنقاذ ريك بخلاف أناكسون أمون التي فضلت النجاة بحياتها بدلا من التضحية من أجل إيمحوتب مما دفعه للانتحار بإلقاء بنفسه إلى الهاوية. وأثناء محاولاتها للهرب، سقطت أناكسون أمون في بئر مليئ بالجعارين آكلة لحوم البشر لتلقى بذلك مصيرها المحتوم. وتسلقط عائلة أوكونيل قمة الهرم لمقابلة إيزي الذي قام بانقاذهم بمنطاده الطائر حيث فروا جميعا بسلام ومعهم جوهرة كبيرة أقتلعها جوناثان من قمة الهرم.
و تنتهي أحداث الفيلم مع غروب اليوم نفسه وتحيات أردث باي من فوق جواده للجميع وتمنياته لهم برحلة سالمة وجدال بين إيزي وجوناثان حول أحقية كلا منهما بالاحتفاظ بالجوهرة.

## فريق التمثيل
| الممثل               | الدور                              |
| -------------------- | ---------------------------------- |
| بريندن فرايزر        | ريك أوكونيل                        |
| رايتشل وايز          | إيفيلين أوكونيل / الأميرة نيفرتيري |
| جون هانا             | جوناثان كارناهان                   |
| أرنولد فوسلو         | الكاهن الأكبر إيمحوتب              |
| عديد فيهر            | أردث باي                           |
| دواين جونسون         | ماثايوس الملك العقرب               |
| فريدي بوث            | أليكس أوكونيل                      |
| باتريشيا فيلاسكويز   | ميلا نايس / أناكسون أمون           |
| ألون أرمسترونج       | بالطس حافظ                         |
| أديوال أجينوي-أجبايي | لوخ ناه                            |
| شون باركس            | إيزي باتونر                        |
| بروس بايرون          | ريد                                |
| جو ديكسون            | جاك                                |
| توم فيشر             | سبايفي                             |
| كويل روبرتس          | شفيق                               |
| أهارون إيبالي        | الفرعون سيتي الأول                 |

## النقد السينمائي
كان الفيلم إحدى نجاحات البوكس أوفيس لعام 2001 محققا إيرادات أكثر من تلك التي حققها الفيلم السابق (المومياء). وكان ستيفن سومرز قد أخرج قبل هذا الفيلم أفلام: الصعود السحيق "Deep Rising" وكتاب الأدغال "The Jungle Book" وأخيرا المومياء "The Mummy". أما فيلمه التالي الذي أخرجه بعد «عودة المومياء» فقد كان فيلم فان هيلسينج "Van Helsing" والذي أخرجه عام 2004.
و تباينت الأراء النقدية حول الفيلم. فعلى سبيل المثال؛ حصل الفيلم على نسبة 47% أو تقدير "Rotten" (متعفن) على موقع Rotten Tomatoes وذلك بناء على أراء 131 من النقاد والمترددين على الموقع. كما حصل على نسبة 48% على موقع Metacritic النقدي بناء على رأي 31 من النقاد. كما حصل الفيلم على 6.2 من 10 على موقع IMDb بناء على تصويت 62,257 من أعضاء الموقع.
و على صعيد الصحف، أعطى روجر إيبرت من صحيفة «شيكاغو صن تايمز» الفيلم نجمتين من أربعة معللا بذلك أن الخطأ الوحيد في فيلم عودة المومياء هو إهمال الشخصيات واستيحاء الأحداث والمؤثرات البصرية من المشهد نفسه وجعل المشاهد المتتابعة هي الأساس في ربط أجزاء العمل الواحد. أما جيمس بيراردينيللي من «رييل فيوز» فقد منح الفيلم نجمتين ونصف من أربعة قائلا أنه فيلم ترفيهي أجوف خفيف الوزن ومع ذلك ليس بالسئ إلا أنه بعيد كل البعد عن نوعية أفلام الحركة والإثارة والمغامرات التي يتم إنتاجها لموسم الصيف.
في حين أعطى كينيث توران من صحيفة «لوس أنجلوس تايمز» نقدا إيجابيا عن الفيلم قائلا أن أحداث فيلم عبارة عن مؤامرة مرهفة الأحاسيس، سريعة التحول مع تسلسل راق في كل أحداث الفيلم. كما وصفه تود ماكارثي من صحيفة «فاريتي» بأنه فيلم الإثارة الغير منتهية في الساعة الأخيرة مشيرا إلى أن الفيلم يعج بعديد من المؤثرات البصرية الجذابة.
جو مورجينستين من صحيفة «وول ستريت جورنال» أعطى الفيلم نقدا لاذعا هو الأخر مؤكدا أن النسخة الجديدة من الفيلم لديها كل موبقات النسخة الفائتة ولا شيء من حسناتها، كذلك صرح تشارلز تايلور من Salon.com هو الأخر مبينا أن سر نجاح الجزء الأول من الفيلم هو أنه لم يملك أي شيء من الجزء الثاني.

## البوكس أوفيس
أثبت فيلم عودة المومياء أنه أكثر نجاحا من الجزء الأول نفسه حيث حقق الفيلم 24,134,667$ في اليوم الأول لعرضه في دور السينما. وحقق الفيلم لإيرادات إجمالية في الولايات المتحدة تقدر بـ 202,019,785$، وما يقرب من نحو 230,993,489 في باقي دول العالم. محققا بذلك إجمالي إيرادات وصلت لـ 433,013,274$ عالميا.

## الموسيقى التصويرية
صدر ألبوم الموسيقى التصويرية في 1 مايو 2001 عن طريق شركة Decca Records. ويحتوي الألبوم على موسيقى الفيلم، والتي تم تأليفها وقيادة الأوركسترا المنوطة بعزفها عن طريق ألان سيلفستري. كما احتوى الألبوم على أغنية "Forever May Not Be Long Enough" والتي قامت بأدائها فرقة الروك الأمريكية Live.

## ألعاب الفيديو
صدرت لعبة الفيديو عودة المومياء لأجهزة بلاي ستايشن 2 في 4 أكتوبر 2001. في حين صدرت لأجهزة جيم بوي في 11 مايو 2001. وفي النسخة المعدة للعب على أجهزة الـبلاي ستايشن 2 يستطيع اللاعب الاختيار بين شخصيتي ريك وإمحوتب للعب بهما؛ حيث تنتهي اللعبة نفس نهاية الفيلم متى اختار اللعب بريك أما إذا اختار اللعب بإمحوتب فتنتهي اللعبة بسيطرة إمحوتب على جيش أنوبيس.

## طالع كذلك
- 1999 : المومياء 1
- 2008 : المومياء 3 : قبر إمبراطور التنين
- المومياء (فيلم 2017)

## وصلات خارجية
- الموقع الرسمي
- عودة المومياء على موقع IMDb (الإنجليزية)
- عودة المومياء على موقع ميتاكريتيك (الإنجليزية)
- عودة المومياء على موقع روتن توميتوز (الإنجليزية)
- عودة المومياء على موقع نتفليكس (الإنجليزية)
- عودة المومياء على موقع قاعدة بيانات الأفلام العربية
- عودة المومياء على موقع ألو سيني (الفرنسية)
- عودة المومياء على موقع Turner Classic Movies (الإنجليزية)
- عودة المومياء على موقع أول موفي (الإنجليزية)
- عودة المومياء على موقع بوكس أوفيس موجو (الإنجليزية)
- عودة المومياء على موقع فيلمافينيتي (الإسبانية)